# Prix Jonathan-Eberhart
Le prix Jonathan-Eberhart est décerné chaque année par la division des sciences planétaires de l'Union américaine d'astronomie.  Créé en 2009, le prix honore la mémoire du journaliste Jonathan Eberhart et récompense un écrit de vulgarisation scientifique dans le domaine des sciences planétaires,.

## Lauréats
- 2009 : J. Kelly Beatty[3]
- 2010 : George Musser (en)[4]
- 2011 : Emily Lakdawalla[5],[6]
- 2012 : Michael Carroll[7]
- 2013 : Richard Kerr[8]
- 2014 : James Oberg
- 2015 : Stephen Battersby
- 2016 : Nadia Drake
- 2017 : Josh Sokol
- 2018 : Alexandra Witze
- 2019 : Rebecca Boyle
- 2020 : Christopher Crockett
- 2021 : Camille Carlisle
- 2022 : Michael Greshko